# Malu Aviation
Malu Aviation is een Congelese luchtvaartmaatschappij met haar thuisbasis in Kinshasa.

## Geschiedenis
Malu Aviation is opgericht in 1993. Tussen 1995 en 1998 werden alle vluchten gestaakt. Sinds 2006 staat zij op de zwarte lijst van de EU.

## Vloot
De vloot van Malu Aviation bestaat uit:(maart 2015)
- 1 Grumann Gulfstream G159
- 1 Short360-200